# جهاز المخابرات الوطني (العراق)
جهاز المخابرات الوطني العراقي (INIS) تأسس في عام 2004 ليحل محل جهاز المخابرات العامة العراقية السابق.

## جهاز المخابرات الوطني العراقي في الدستور
يقوم جهاز المخابرات الوطني العراقي بجمع المعلومات، وتقويم التهديدات الموجهة للأمن الوطني، وتقديم المشورة للحكومة العراقية، ويكون تحت السيطرة المدنية، ويخضع لرقابة السلطة التشريعية، ويعمل وفقا للقانون وبموجب مبادئ حقوق الإنسان المعترف بها، وينظم بقانون عمل الأجهزة الأمنية، وجهاز المخابرات الوطني، وتحدد واجباتها وصلاحياتها، وتعمل وفقًا لمبادئ حقوق الإنسان، وتخضع لرقابة مجلس النواب. يرتبط جهاز المخابرات الوطني العراقي بمجلس الوزراء.

## صلاحيات ومسؤوليات الجهاز
لجهاز المخابرات الوطني العراقي صلاحية جمع المعلومات وإدارة
النشاطات الاستخبارية ذات الصلة والمتعلقة بـ:-
- مكافحة التجسس وأعمال أخرى تهدد ديمقراطية العراق.
- تهديد الأمن القومي العراقي.
- الإرهاب والتمرد.
- إنتاج أسلحة الدمار الشامل سواء كانت أسلحة كيمائية أو بيولوجية أو نووية.
- إنتاج المخدرات والاتجار بها.
- الجريمة المنظمة الخطرة.
- حماية الآثار والموارد الطبيعية من التهريب والتخريب.

لا يقوم جهاز المخابرات الوطني العراقي بأي عمل يدعم أو يقوض مصالح أي حزب سياسي قانوني عراقي أو أي مسؤول في الحكومة العراقية، أو أي عمل لأجل دعم وتقويض مصالح أي فرد أو مجموعة عراقية على أساس الدين أو الطائفة أو الجنس أو اللغة أو الأصل أو الانتماء القبلي، يدير جهاز المخابرات الوطني العراقي نشاطاته استنادا إلى حقوق الإنسان والحريات الأساسية المكفولة والمحمية بموجب قانون إدارة الدولة العراقية للفترة الانتقالية والدستور الدائم عند إقراره.
يعمل رئيس جهاز المخابرات الوطني العراقي كمستشار رئيسي لرئيس الحكومة ومجلس الوزراء في الأمور الاستخباراتية المتعلقة بالأمن القومي وهذا يشمل القيام بدور استشاري على الهيئات الفرعية التنفيذية على المستوى الوزاري المرتبطة بسياسة الأمن القومي وسياسة الاستخبارات والأمور الأخرى التي قد تعتبر ذات صلة بالحكومة العراقية.
لجهاز المخابرات الوطني العراقي الكثير من العمليات في الخارج والداخل كان من أبرزها اعتقال مسؤول كبير في تنظيم داعش في بيروت بالتعاون مع الحكومة اللبنانية، أما على المستوى الداخلي للجهاز عدة عمليات، أبرزها هي عملية الشهاب الثاقب التي أسفرت عن اعتقال أكثر من 30 شخص تابعًا لتنظيم داعش.

## اغتيالات
في منتصف عام 2004، قُتل 18 عنصر من المخابرات الوطنية العراقية عشرة منهم على يد منظمة بدر وثمانية على أيدي تنظيم القاعدة في العراق بقيادة أبو مصعب الزرقاوي وفقًا للشهواني، المدير التنفيذي الاسبق للجهاز. كما اتهم السفارة الإيرانية في بغداد بالتدبير لاغتيالات بالتعاون مع منظمة بدر التابعة لهادي العامري، المقرب من إيران، الذي حارب إلى جانب إيران في الحرب الإيرانية-العراقية.
في عام 2021، تعرض عدد من أفراد الجهاز إلى اغتيال مثل: اغتيال معاون مدير المراقبة في جهاز المخابرات العقيد نبراس أبو علي، واغتيال أحد ضباط المخابرات بمنطقة المنصور غرب العاصمة العراقية. حسب مصادر عراقية، أتت عمليات الاغتيال كرد فعل من الميليشيات تجاه ما تم من تضييق وتقييد لهم من قبل حكومة الكاظمي في مجالات عدة، منها تغيير قيادات أمنية، وإخراجهم من مناطق حساسة مثل المنطقة الخضراء ومطار بغداد، والاعتقالات التي نالت قيادات وأشخاص تابعة لهم مثل حسام الأزيرجاوي وفرقة الاغتيالات في البصرة وقاسم مصلح.

## العمليات المعلنة لجهاز المخابرات الوطني العراقي
- مقتل زعيم تنظيم داعش أبو بكر البغدادي حيث أعلن جهاز المخابرات الوطني العراقي تقديمه معلومات عن مكان تواجد أبو بكر البغدادي.[10][11]
- اعتقال سامي جاسم محمد جعاطة الجبوري خارج العراق، وهو نائب زعيم نتظيم داعش «أبو بكر البغدادي» مسؤل ديوان بيت المال في التنظيم ونائب والي دجلة.[12][13][14]
- إلقاء القبض على غزوان الزوبعي الملقب بـ (أبو عبيدة بغداد) المتهم بمسؤوليته عن تفجير الكرادة.[15][16]
- قتل ما يسمى والي بغداد (عمر شلال عبيد) ويده الإعلامية، ليث جمال، ونائبه.[17]
- عملية الشهاب الثاقب التي أسفرت عن اعتقال وتفكيك شبكة من 31 شخصًا لهم ارتباط بتنظيم داعش، اعترفوا بتنفيذ 52 تفجيرًا في مناطق مختلفة من بغداد[18]
- تفكيك خلية "نائمة" مؤلفة من 15 شخصًا مواليًا لتنظيم داعش في محافظة نينوى خططوا لشن هجمات.[19]
- القضاء على أبو ياسر العيساوي، الذي يطلق على نفسه نائب الخليفة ووالي العراق في تنظيم داعش.[20]
- اعتقال نمر سويد المكنى بنمر بغداد، وهو نجل القيادي بداعش أحمد عبد الله سويد، ويشغل منصب مسؤول مفارز التفخيخ فيما تسمى بولاية الجنوب في تنظيم داعش.[21]
- إلقاء القبض على الإرهابي مصطفى خالد محمد المكنّى "أبو طلحة" أحد عناصر "ديوان الجند" والمنتمي لما يسمى "كتيبة أبو ليث الأنصاري"، العملية نفذها جهاز المخابرات خارج القطر.[22]
- الإطاحة بقيادات من تنظيم داعش الإرهابي في دول عدة.[23]
- قتل الإرهابي خالد عايد أحمد الجبوري المكنى (يعقوب المهاجر) الذي يُعد أحد أخطر إرهابيي داعش، حيث تم استدراجه واستهدافه في محافظة إدلب السورية.[24][25]
- عملية "الأرملة البيضاء" داخل دير الزور السورية، تمكن جهاز المخابرات من القضاء على فواز محمد جبير الراوي، وانتهاء بمن كان يسمى وزير المالية في "داعش" و كذلك وزير نفط التنظيم هو ثابت تركي المكنى بـ(أبو حسان).[26]

## مدراء جهاز المخابرات الوطني
| مدير المخابرات         | الفترة                              |
| ---------------------- | ----------------------------------- |
| محمد عبد الله الشهواني | 2004 - 2009                         |
| زهير الغرباوي          | 2009 - 2016                         |
| مصطفى الكاظمي          | 2016 - 2020 [بحاجة لمصدر]           |
| رائد جوحي              | تموز 2022 - تشرين الأول 2022        |
| محمد شياع السوداني     | تشرين الأول 2022 - كانون الأول 2024 |
| حميد الشطري            | منذ كانون الأول 2024                |

## روابط خارجية
- الموقع الرسمي